# Charaxes cynthia
Charaxes cynthia is een vlinder uit de familie van de Nymphalidae. De wetenschappelijke naam van de soort is voor het eerst geldig gepubliceerd in 1865 door Arthur Gardiner Butler.